# شركة طائرات شنيانغ
شركة طائرات شنيانغ أو شركة الفضاء شنيانغ (الصينية: 沈阳飞机公司؛ بينيين: شنيانغ fēijī gōngsī) هي شركة صينية لصناعة الطائرات المدنية والعسكرية. تأسست في 1951. ويقع مقرها في شنيانغ، لياونينغ، الصين.
وهي شركة تابعة ل(AVIC). وهي واحدة من أقدم الشركات المصنعة للطائرات في جمهورية الصين الشعبية. العديد من الشركات المصنعة للطائرات في الصين مثل مجموعة تشنغدو لصناعة الطائرات أو شركة قويتشو لصناعة الطائرات، تم تأسيسها بمساعدة من شنيانغ. وتركز الشركة بشكل رئيسي على تصميم وتصنيع الطائرات المقاتلة. وقد انتقدت شنيانغ كثيراً بسبب إنتاج واستنساخ واشتقاق غير مصرح بها لطائرات ليست صينية. فعلى سبيل المثال، طائرة شنيانغ جيه-11بي هي استنساخ واشتقاق غير مصرح بها من الطائرة الروسية سوخوي جيه-11إيه / سو 27إس كيه.

## منتجات

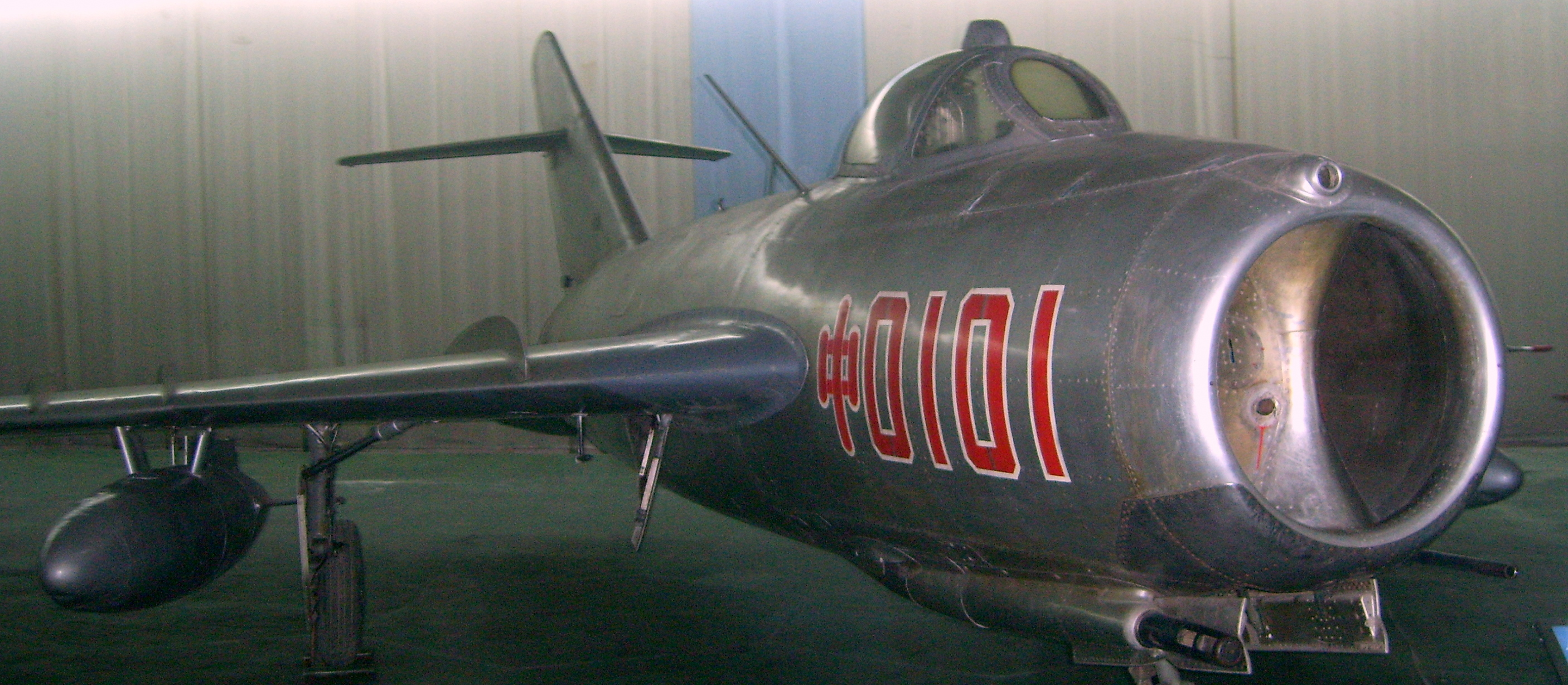
شنيانغ جيه-5 في متحف الطيران الصيني في بكين.

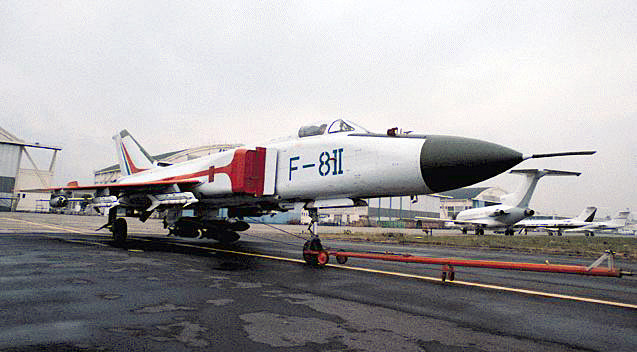
شنيانغ جيه-8

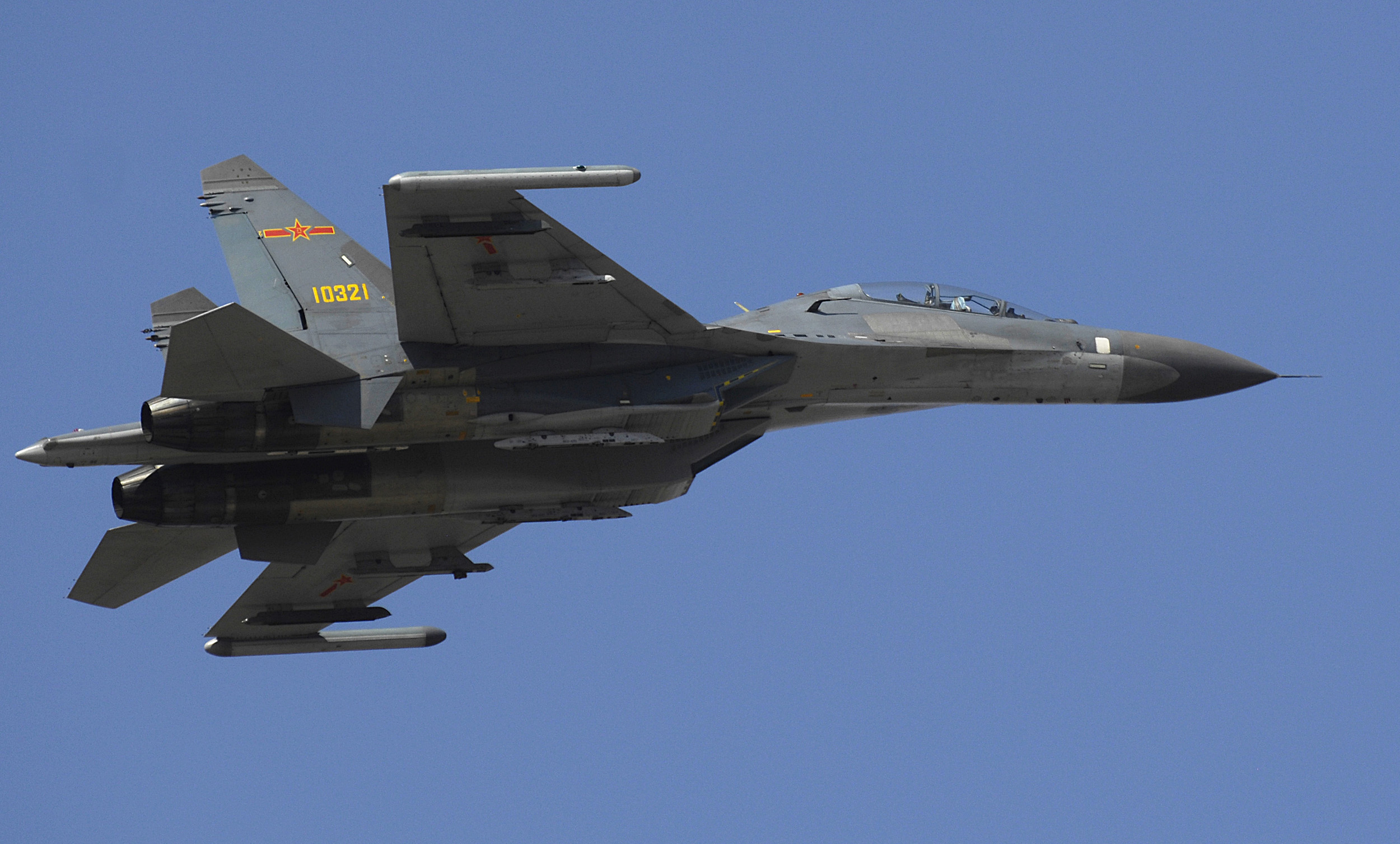
شنيانغ جيه -11

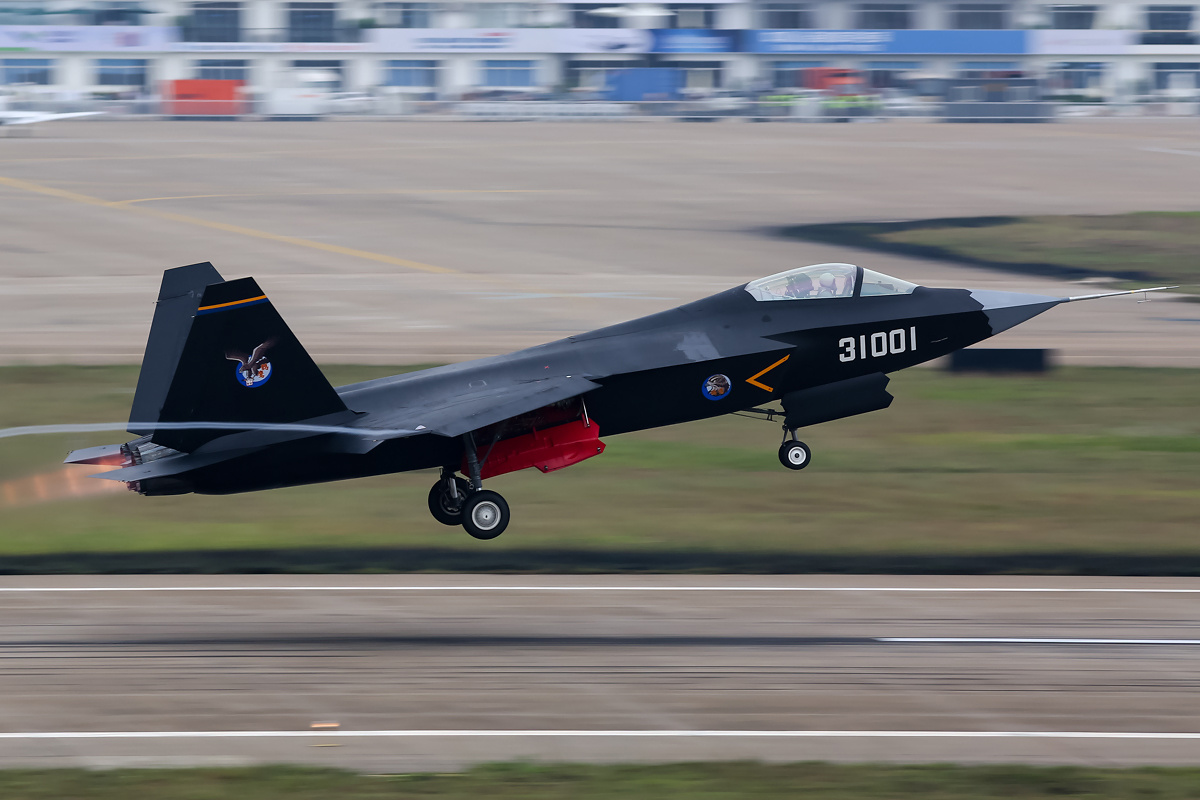
شنيانغ جيه-31 في معرض الصين الدولي للطيران والفضاء 2014.

### مقاتلات
- جيه 2، البديل الصيني من ميج-15.
- شنيانغ جيه-5، البديل الصيني من ميكويان جيروفيتش ميج-17.
- شنيانغ جيه-6، البديل الصيني من ميكويان جيروفيتش ميج-19.
- تشنغدو جيه-7، البديل الصيني من ميكويان-غوريفيتش ميغ-21. تم نقل الإنتاج إلى مجموعة تشنغدو لصناعة الطائرات في عقد السبعينيات.[بحاجة لمصدر]
- شنيانغ جيه-8،طائرة مقاتلة من الجيل الثالث طورت محليا. يسميها حلف الناتو ب (Finback).
- شنيانغ جيه-11، البديل الصيني من روسيا سوخوي سو-27.
- شنيانغ جيه-13، مشروع ملغي لمقاتلة تفوق جوي.

#### تحت التطوير
- شنيانغ جيه-31 متوسطة الوزن من مقاتلات الجيل الخامس، في مرحلة الاختبار.
- شنيانغ جيه-15 مقاتلة متعددة المهام للبحرية تعمل من على متن حاملات الطائرات
- شنيانغ جيه-16 طائرة مقاتلة ضاربة

### طائرات ركاب
- كوماك إيه آر جيه 21 طائرة ركاب نفاثة، بالتعاون مع شركات أخرى من AVIC I.

### قاذفات
- شيان إتش-6 قاذفة - البديل الصيني من السوفيتية توبوليف تو-16 بادجر. بالتعاون مع شركة شيان لصناعة الطائرات.
- نانتشانغ كيو-5 مقاتلة قاذفة. صممت في شنيانغ، وانتقلت بعد ذلك إلى شركة نانتشانغ للطائرات للإنتاج.

### طائرات للطيران العام
- شنيانغ تايب 5 - نسخة الإنتاج الصيني من طائرة المرافق الروسية ياكوفليف ياك-12.
- سيسنا 162 سكاي كاتشر

### محركات
- محرك عنفي مروحي WS-10, Taihang
- محرك نفاث عنفي WP-14, Kunlun

### قطع وأجزاء
- ذات علاقة بالمحرك المروحي ساتورن إيه إل-31
- كامل أقسام الذيل وأبواب الشحن لبوينغ
- قطع وأجزاء لشركة بومباردييه إيروسبيس (لجسم طائرة بومباردييه سي سيريس) و ماكدونل دوغلاس

### طائرات بدون طيار وطائرات هدف
- شنيانغ بي إيه-5

### ألغي أو خسر المنافسة
- شنيانغ جيه-13 - طائرة مقاتلة خفيفة صينية، الغي في عام 1971

## وصلات خارجية
- الموقع الرسمي